# 小林雄一郎
小林 雄一郎（こばやし ゆういちろう）は、日本の言語学者。言語文化学博士(大阪大学)。日本大学生産工学部准教授。

## 略歴・人物
法政大学文学部英文学科卒業後、法政大学大学院人文科学研究科へと進学し英文学を専攻。2009年より大阪大学大学院言語文化研究科にて言語文化学を専攻し、博士後期課程を修了。大学院在学中より日本学術振興会の特別研究員となり、2015年からは東洋大学社会学部メディアコミュニケーション学科助教。その後、日本大学生産工学部に着任。現在は、日本大学生産工学部の准教授。  
英語コーパス学会理事、ソーシャル・コンピュテーション学会の副理事長などを務める。  

## 著作等

### 単著・共著
- 『日本語とX語の対照―言語を対照することでわかること』（三恵社、2011年）
- 『日本語とX語の対照2―外国語の眼鏡をとおして見る日本語』（三恵社、2012年）
- 『英語教育学の実証的研究法入門―Excelで学ぶ統計処理』（研究社、2012年）
- 『Twenty years of learner corpus research: Looking back, moving ahead』（Presses universitaires de Louvain、2013年）
- 『英語学習者コーパス活用ハンドブック』（大修館書店、2013年）
- 『Rで学ぶ日本語テキストマイニング』（ひつじ書房、2013年）
- 『Rではじめるビジネス統計分析』（翔泳社、2014年）
- 『テキストマイニングによる言語研究』（ひつじ書房、2014年）
- 『Rによるやさしいテキストマイニング』（オーム社、2017年）
- 『仕事に使えるクチコミ分析ーテキストマイニングと統計学をマーケティングに活用する』（技術評論社、2017年）
- 『Rによるやさしいテキストマイニング［機械学習編］』（オーム社、2017年）
- 『コーパスと多様な関連領域』（ひつじ書房、2017年）
- 『文章を科学する』（ひつじ書房、2017年）
- 『ことばのデータサイエンス』（朝倉書店、2019年）
- 『文化情報学事典』（勉誠出版、2019年）

## 専門分野
- テキストマイニング
- コーパス言語学

## 受賞歴等
- 日本英語検定協会 「英検」研究助成（研究部門）「テキストマイニングによる学習者作文における談話能力の測定」（2007年）[6]
- Daiwa Anglo-Japanese Foundation 「Daiwa Anglo-Japanese Foundation Bursary Award」（2010年）
- 「ランダムフォレストを用いた英語科学論文の分類と評価」奨励賞（2011年）[7]
- 英語コーパス学会『ことばのデータサイエンス』奨励賞（2021年）[8]